# Pfarrhaus (Gansheim)

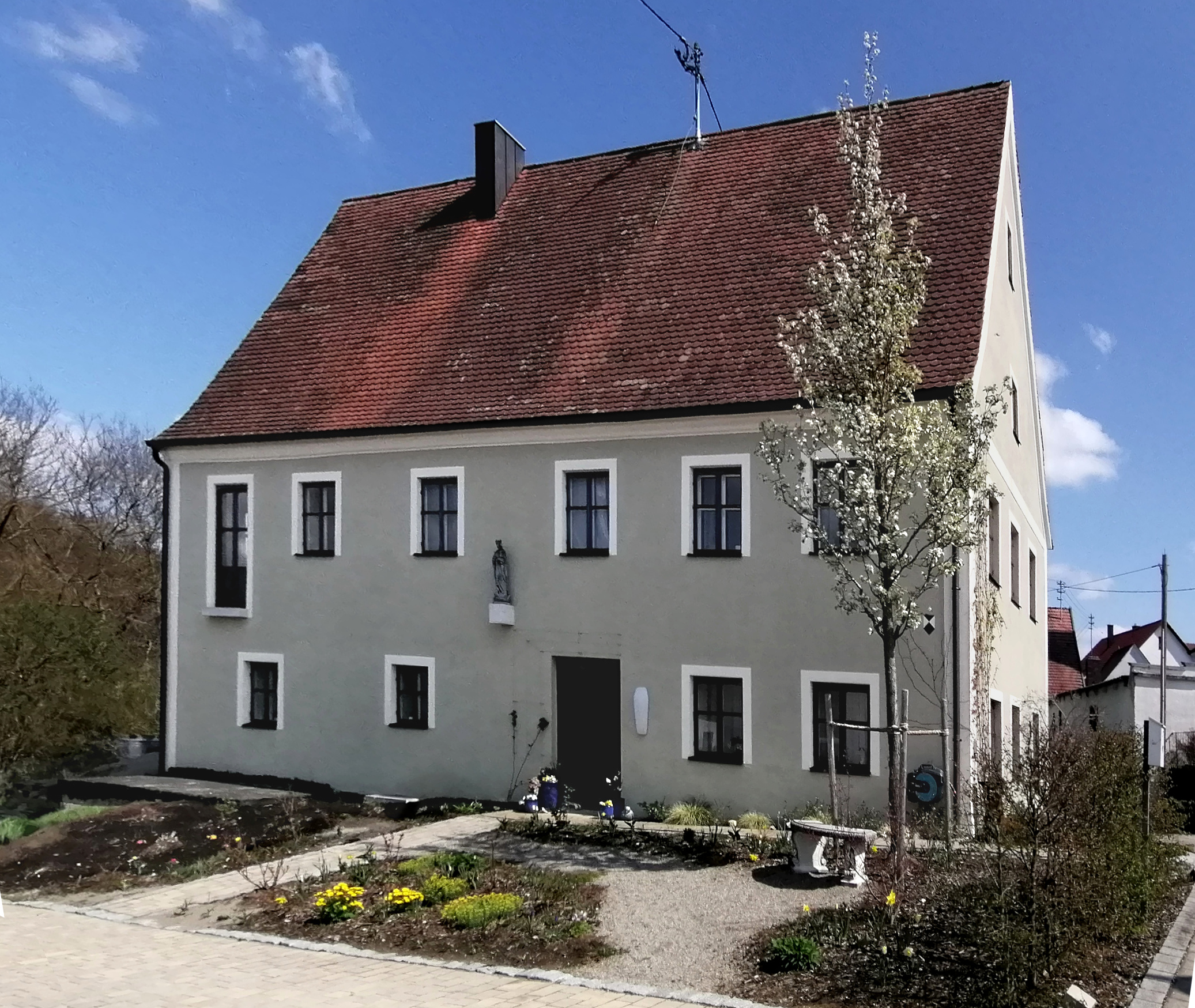
Ehemaliges Pfarrhaus in Gansheim

Das katholische Pfarrhaus in Gansheim, einem Gemeindeteil von Marxheim im Landkreis Donau-Ries im bayerischen Regierungsbezirk Schwaben, wurde um 1680/90 errichtet. Das ehemalige Pfarrhaus am Kirchplatz 3 ist ein geschütztes Baudenkmal.
Der zweigeschossige Satteldachbau mit Ecklisenen besitzt sechs zu drei Fensterachsen.
An der Eingangsseite steht auf einer Konsole an der Fassade zwischen Parterre und erstem Stock eine Madonnenskulptur.